# 에가와 사건
에가와 사건(일본어: 江川事件 えがわじけん[*])은 1978년 드래프트 회의 전날에 일본 프로 야구 센트럴 리그 팀인 요미우리 자이언츠와 전격으로 입단 계약을 맺은 에가와 스구루의 거취를 둘러싼 일련의 소동이다. 에가와 문제(江川問題 えがわもんだい[*]), 에가와 소동(江川騒動 えがわそうどう[*]), 공백의 하루(空白の一日 くうはくのいちにち[*])라고도 불린다.

## 과거 두 차례의 드래프트

### 1973년(고등학교 3학년 때) 드래프트
1973년, 에가와 스구루는 사쿠신가쿠인 고등학교의 에이스로 노히트 노런 아홉 차례, 퍼펙트 게임 두 차례, 춘계 고시엔 대회에서의 대회 통산 최다 탈삼진 기록 등 수많은 기록을 남겨 세간의 주목을 받았다. 프로 구단의 눈에 띄게 되어 거의 전체 12개 구단의 스카우트가 에가와의 집을 방문하였으나 에가와는 대학 진학을 희망하였다. 훗날 에가와는 “당시에는 대학을 진학하는 쪽으로 완전히 결정하고 있었으므로 아마 요미우리라도 가지 않았을 것이라고 생각한다”라고 말했다.
당시의 드래프트 회의는 제비뽑기에 의해 구단의 지명 순위를 결정하는 ‘변칙 웨이버 방식’이었다. 드래프트 1순위 지명에서는 지명 순위 상위였던 다이요 웨일스·난카이 호크스·긴테쓰 버펄로스·닛폰햄 파이터스·주니치 드래건스는 대학 진학을 희망하는 에가와의 지명을 피하고 다른 선수를 지명하여 선수 계약을 체결했다. 그러나 지명 순위 6번째였던 한큐 브레이브스가 진학을 희망하는 에가와를 드래프트 1순위로 지명을 강행했지만(참고로 드래프트에 있어서 요미우리의 지명 순위는 10번째였다. 요미우리는 드래프트 1순위로 고바야시 히데카즈를 지명하였으나 입단 거부당했다) 에가와는 대학 진학을 희망하고 있었기 때문에 입단을 거부했다. 에가와는 당초에 게이오기주쿠 대학을 목표로 했지만 입학 시험에서 낙방하여 호세이 대학에 진학했다.

### 1977년(대학 4학년 때) 드래프트
호세이 대학에서는 1학년 때부터 에이스로서 활약하며 통산 47승(역대 2위), 완봉수 17차례는 리그 기록, 베스트 나인에도 6차례나 선정돼 통산 탈삼진수 443개(당시 1위) 등의 기록을 남겼다. 대학 4학년이 된 1977년, 에가와는 요미우리에 입단 희망을 표명하였고 요미우리측에서도 1순위로 지명하겠다는 방침을 정했다.
1977년 11월에 열린 드래프트 회의에서는 4년 전과 마찬가지로 제비뽑기에 의해 구단의 지명 순위를 결정하는 ‘변칙 웨이버 방식’이었는데 이 때의 지명 순서는 첫 번째가 크라운라이터 라이온스, 두 번째가 요미우리였다. 물밑에서는 사쿠신가쿠인 이사장이던 후나다 나카에 의해 요미우리를 제외한 전체 구단 오너에게 에가와 지명을 회피하려는 공작이 이뤄지고 있어서 크라운라이터의 나카무라 나가요시 구단주도 예외는 아니었기 때문에(크라운라이터는 후쿠오카현 출신의 가도타 후미아키를 1순위로 지명한다는 정보가 있었다) 에가와의 요미우리 입단은 확실하다고 생각됐다. 그러나 당시 관객 동원으로 침체를 겪고 있던 크라운라이터의 사카이 야스유키 구단 대표가 경영 재건의 강력한 수단을 위한 목적으로 ‘가장 좋은 선수’인 에가와를 1순위 지명을 강행했다. 에가와를 지명할 수 없게 된 요미우리는 와세다 대학 포수였던 야마쿠라 가즈히로를 1순위로 지명했다.
이에 대해 에가와는 “규슈는 너무 멀다”라는 이유로 입단을 거부했다. 또한 에가와는 은퇴 후의 인터뷰 등에서 요미우리는 아니어도 간토 지방의 센트럴 리그 구단인 야쿠르트 스왈로스, 요코하마 다이요 웨일스(현재의 요코하마 DeNA 베이스타스)로부터의 지명이라면 입단하려고 했다고 밝혔다. 이 점에 관해서 에가와는 후에 요미우리와 상대할 기회가 많은 것에 더해 당시 교제 중이던 이후의 부인이 도쿄에 살고 있었기 때문에 장거리 연애를 피하고 싶다는 점을 고려하여 ‘수도권에 있는 센트럴 리그 구단이라면’하는 생각을 굳혔음을 밝혔고 크라운라이터는 후쿠오카시를 본거지로 하는 퍼시픽 리그 구단이었기 때문에 에가와가 원하는 조건과는 크게 동떨어져 있었다.

### 미국에서의 야구 유학과 크라운의 양도
1978년, 대학 졸업과 동시에 사쿠신가쿠인 고등학교의 직원 신분으로 미국의 서던 캘리포니아 대학교로 야구 유학을 떠났다(청강생으로 유학). 대학에서 사회인 야구팀에 입단하면 최소 2년간 프로 구단의 입단이 금지되기 때문에 사회인 야구팀에 선수 등록을 하지 않고 이듬해 프로 야구 입단이 가능한 야구 유학을 선택한 것이다. 1978년 10월 12일, 크라운라이터의 운영회사인 후쿠오카 야구 주식회사는 세이부 그룹에 구단을 양도했고 이듬해 1979년부터 구단명을 ‘세이부 라이온스’로 변경했다. 신생팀 세이부는 연고지를 사이타마현 도코로자와시에 옮긴다고 발표했는데 결과적으로 연고지가 간토 지방에서 멀리 떨어진 곳이라는 거부 이유를 없애는 셈이 됐다. 세이부가 크라운라이터로부터 협상권을 이어받은 뒤 세이부 그룹 총수인 쓰쓰미 요시아키는 선대 총수(쓰쓰미 야스지로) 시절부터 총관리인격이었던 미야우치 다카시를 구단 사장으로 임명한 뒤 미야우치를 에가와의 입단 협상을 하기 위해 미국으로 건너가게 했다. 그러나 에가와의 뜻에는 변함이 없었기에 11월 20일부로 세이부는 에가와와의 교섭권을 상실했다. 에가와는 이틀 후로 예정되는 드래프트의 대상 선수로서 한 차례 더 지명을 기다리는 처지가 됐다.

## 1978년 오프 시즌의 선수 계약

### 공백의 하루
11월 20일, 에가와는 미국 유학을 돌연 마무리 지으면서 급거 귀국했고 다음날인 11월 21일 오전에 후나다 나카 자유민주당 부총재 사무실에서 요미우리는 에가와와 입단 계약을 맺었다. 요미우리측은 “드래프트 회의 전날은 자유로운 신분이므로, 드래프트 번외 선수로 입단 계약이 가능하다”라는 해석을 내리고 드래프트 번외 입단이라는 형태로 계약 체결을 단행한 셈이었다.
당시의 야구 협약에 따르면 드래프트 회의에서 교섭권을 얻은 구단이 해당 선수와 협상을 벌일 수 있는 기간은 다음해의 드래프트 회의 전전날까지라고 규정돼 있다. 이 규정은 전날까지 협상을 계속한다고 할 때 협상지가 멀리 떨어진 곳인 경우에는 기상 급변 등으로 인해 구단 관계자가 드래프트 회의에 참석하지 못해 드래프트 회의에 지장이 초래될 우려가 있기 때문에 드래프트 회의의 기준 기간(폐쇄일)을 전전날까지로 못박은 것이었다. 또 그 당시 드래프트 대상 학생은 ‘일본의 중학교·고등학교·대학교에 재학 중인 자’로 규정돼 있었는데 당시 에가와는 사회인 야구팀에도 나가지 않았으니 야구 협약 문서상으로는 ‘드래프트 대상 외’였다. 일본 야구 기구는 드래프트 대상의 범위를 넓히고자 1978년 7월 31일에 규정을 변경, 드래프트 대상 선수를 ‘일본의 중학교·고등학교·대학교에 재학한 경험이 있는 자’로 개정했다. 그러나 이 새 협약은 ‘다음 드래프트 회의 당일부터 발효되는’것으로 정해져 있다.
이를 통해 드래프트 회의 전날인 11월 21일에 세이부의 교섭권이 상실하였고 ‘일본의 중학교·고등학교·대학교에 재학한 경험이 있는자’를 드래프트 대상으로 하는 것은 드래프트 회의를 하는 11월 22일 이후라고 요미우리는 이렇게 해석하였고 11월 21일 시점으로 드래프트 대상 외 선수인 에가와와 자유롭게 계약할 수 있다고 주장하여 입단 계약을 했다. 드래프트 대상 선수를 재학생 야구 선수와 사회인 야구 선수에 한정한다고 해석할 수 있는 문구로 판단한 것은 야구 협약을 빠져 나갈 구멍으로서 요미우리는 야구 협약의 허점을 찌른 것이 되는데 이를 인정하면 드래프트는 실속이 빠진 것과 같다고 판단해 센트럴 리그 회장 스즈키 류지는 “요미우리가 주장하는 ‘공백의 하루’는 어디까지나 절차상에서 발생한 것이며, 이 계약은 야구 협약의 기본 정신에 반하는 것”으로서 요미우리의 선수 등록 신청을 각하했다.
스즈키 회장의 이같은 결정에 요미우리는 반발했고 항의의 표시로 다음날 22일에 열린 드래프트 회의에 불참하게 됐다(더욱이 요미우리는 드래프트 회의가 끝난 후에 드래프트 번외 입단이라는 수법으로 10명의 신인 선수를 영입했다. 신인 선수의 한 사람으로는 가토리 요시타카가 있다).
참고로 에가와 본인은 ‘공백의 하루’를 이용한 계약의 상세 내용에 대해서는 당일(11월 21일) 아침에 듣게 됐다고 한다. 실제로 애초에는 미국에서 드래프트 회의 결과를 기다릴 예정이어서 회의 종료 후에 로스앤젤레스의 리틀 도쿄에 있는 일식 레스토랑 ‘호리가와’에서 기자회견을 가질 계획도 짜여 있었지만 그 직전에 아버지에게서 “일단 돌아와”라는 전화 연락을 받고 드래프트 회의 전전날(11월 20일)에 황급히 귀국했다.

### 세 번째 드래프트 회의
다른 구단은 에가와를 지명할 의사가 없었다고 여겨지지만 요미우리의 일방적인 계약에 항의하는 형태로 에가와를 지명할 구단이 나타나면서 드래프트 회의에서는 난카이 호크스, 긴테쓰 버펄로스, 롯데 오리온스, 한신 타이거스 등 4개 구단이 1순위로 지명했다. 다만 에가와를 지명해도 소동이나 재판에 휘말릴 우려가 있어 확실히 뽑을 수 있는 선수를 영입하기 위해 에가와의 지명을 회피하는 구단도 있었다. 그 해부터 도입된 ‘복수 구단에 의한 중복 지명 → 추첨’ 방식에 따라 4개 구단의 추첨 결과 한신이 교섭권을 획득했다. 이에 대해 요미우리측은 어디까지나 에가와와의 계약이 정당하다고 주장했고 “전체 12개 구단이 참석하지 않은 드래프트 회의는 무효이며 한신에 에가와 교섭권 획득은 없다”라고 가네코 도시 일본 야구 기구 커미셔너를 법원에 제소했다. 또 11월 23일에 요미우리측은 에가와 스구루 선수의 지위보전 가처분 신청을 도쿄 지방재판소에 신청했다. 요미우리의 쇼리키 도루 구단주는 에가와와의 교섭권이 인정되지 않으면 요미우리가 센트럴 리그를 탈퇴하여 드래프트 제도에 좌우되지 않는 새로운 리그를 만들 구상이 있다고 공언했다. 그 때문에 12월 중순에 이르기까지 다음 시즌의 개최 일정도 짤 수 없을 정도의 비상 사태로 치달았다.
또한 이 당시 요미우리의 실질적인 최고 실력자는 무타이 미쓰오였지만 당시 무타이는 건강상의 이유로 요양 중에 있었고 쇼리키에 의한 ‘공백의 하루’ 사건에는 일절 관여하지 않았다. 그 때문에 ‘교진군은 요미우리의 교진군이 아니다. 대중의 교진군’이라고 늘 말해온 무타이에게는 큰 충격이었던 것으로 보여 쇼리키에 대한 분노는 정점에 달했다. 이 사건을 알게 된 무타이는 쇼리키와 당시 감독인 나가시마 시게오에 대한 불신감을 키워 그 후 요미우리의 인사권에 적지 않은 영향을 미치게 됐다. 특히 나가시마에 대해서는 첫 번째 감독 퇴임 후의 요미우리 복귀는 무타이가 생존하고 있는 동안에는 금기시됐다.
12월 21일, 가네코는 ‘드래프트 회의 불참은 요미우리측이 마음대로 한 것’이라고 간주해 드래프트 회의의 결과는 그대로 유효하게 처리하기로 하였다. 또한 ‘에가와와 요미우리에 의한 입단 계약은 인정할 수 없다’라는 것과 ‘한신의 에가와에 대한 교섭권 획득을 인정한다’라는 것을 최종 결정을 내렸다.

### 커미셔너의 강한 요구
가네코는 요미우리의 소송을 피할 수는 있었지만 다음날 12월 22일에 열린 프로 야구 실행위원회에서 “에가와에게는 한 번 한신과 입단 계약을 주고받고, 그 후에 곧바로 요미우리에 트레이드시키는 방식의 해결을 원한다”라는 ‘강한 요구’를 제시했다. 이것은 에가와 획득의 정당성과 센트럴 리그 탈퇴를 주장하는 요미우리에 대한 비판이 커지자, 이제부터의 프로 야구 운영에 지장이 올 가능성이 나왔기 때문에 ‘에가와의 요미우리 입단’이라는 요미우리의 당초 목적을 달성하는 것에 의한 문제 해결을 짓는 일이었다. 야구 협약에서는 신인 선수의 공식전 개막 직전의 이적은 금지돼 있지만 가네코는 그것을 알고서 트레이드에 의한 해결을 제안했다. 이같은 ‘강한 요구’를 공표했을 때 가네코는 “각 구단의 실행위원도 거의 동의해줬다”라고 말했지만 한신은 이에 대해 거세게 반발했고 오즈 쇼지로 구단 사장도 “오 사다하루를 준비했다고 해도 트레이드에는 내놓지 않겠다”라고 계속 발언하고 있었다. 한편 요미우리는 위에서 말한 커미셔너 재정을 받아 12월 27일에 ‘공백의 하루’에 의한 에가와와의 계약을 해제했다. 이것의 의해 한신이 정식으로 에가와와의 교섭을 시작할 수는 있었지만 에가와측은 트레이드의 확약을 얻을 수 없었기 때문에 한신에 대한 불신감을 안고서 계약 교섭을 하지 않기로 하였다.

### 전격 트레이드
그러나 이듬해 1979년 1월 31일, 한신은 에가와와 한 번 입단 계약을 주고 받은 뒤 같은 날에 고바야시 시게루와의 맞트레이드를 하겠다고 공식 발표하여 최종적으로 가네코의 요구를 받아들이게 됐다.
트레이드 당사자가 된 고바야시는 요미우리의 스프링 캠프지인 미야자키에 가기 위해 하네다 공항으로 향하고 있었지만 여기에서 요미우리의 구단 관계자로부터 불려가 한신과 계약한 에가와와 맞트레이드 관련된 내용을 전해들었다. 구단 프런트의 설명과 설득에 응하면서 이날 늦은 밤에 맞트레이드가 정식으로 결정됐다. 이 해결책은 특례가 되어, 관례 및 전례라고 하지 않는 것으로 여겨졌다. 이에 대해 고바야시는 한신의 스프링 캠프지로 향하는 공항에서 “외부의 요청에 의해서 한신에 가는 것이기 때문에 동정받기 싫다”라고 말했다. 또한 에가와가 그대로 한신에 잔류했을 경우, 등번호는 ‘3’번이었다.
이것에 의해서 에가와는 그토록 염원하던 요미우리에 입단하게 됐지만 팬이나 언론에서는 너무 당돌한 전개였기 때문에 공백의 하루에 의한 ‘전격 트레이드’라는 일본 야구계의 엄청난 파장이 커지면서 숱한 비난을 받았다. 그리고 에가와나 요미우리 뿐만 아니라 에가와와 교섭 중에 ‘트레이드에는 내놓지 않겠다’라고 발언했으면서도 돌연 트레이드를 발표한 한신의 오즈 구단 사장도 비판을 받게 됐다.
하지만 그 후 2월 8일에 열린 프로 야구 실행위원회에서 이 트레이드는 야구 협약 위반이라며 또다시 지적됐다. 앞에서 말한대로 가네코는 이 트레이드가 협약 위반이라는 것을 알고 있으면서도 요구 사항을 내고 있었지만 재차 지적된 것에 의해 ‘강한 요구’를 전면 철회하여 양자는 맞트레이드라는 형식을 취하지 않고 고바야시는 맞교환 선수 없이 한신에 이적(계약상에는 현금 트레이드이며 에가와의 계약금을 요미우리가 지불하는 것으로 서로 상쇄했다)하면서 에가와는 개막일인 4월 7일에 요미우리로 이적됐다. 에가와가 요미우리의 스프링 캠프나 시범 경기에 참가하지 않고 입단 발표가 4월 7일에 한 것은 이 때문이다. 요미우리 스프링 캠프에 참가할 수 없었던 에가와는 요미우리에 입단할 때까지 전직 요미우리 포수였던 야자와 다다시와 연습을 하고 있었다.
가네코는 강권 발동에 대한 책임을 지는 형태로 커미셔너직을 사임했는데 그는 사임할 당시 “다음 커미셔너는 법조계 관계자를 선출하기 바란다”라는 말을 남겼다. 후임 커미셔너는 외교관이자 최고재판소 판사를 역임했던 시모다 다케소가 취임했다.
또한 요미우리는 같은 날 프로 야구 실행위원회에서 일련의 소동에 대해 전면적으로 사과했고 공식전 개막부터 5월 31일까지 약 두 달 동안 에가와를 자숙시키기로 했다(어디까지나 구단측 요청에 따른 ‘자숙’이며 출장 정지는 아니다). 에가와는 6월 1일에 1군 선수로 등록돼 다음날 6월 2일 한신전에서 첫 등판을 했다. 이것은 당시의 경기 출장은 등록 다음날부터 가능하다고 규정돼 있었기 때문으로 6월 1일 요미우리전에서 등판했던 고바야시와의 대결은 무산됐다(더 나아가 현재는 규정이 개정돼서 등록 당일부터 경기 출전이 가능해졌다). 그리고 에가와와 맞트레이드 돼서 한신에 이적한 고바야시는 그 해 요미우리와의 맞대결에서 8승 무패의 성적을 기록하여 강한 면모를 보였다.
에가와와 고바야시의 직접 대결은 1980년 8월 16일에 성사됐고 요미우리 대 한신전에서 에가와와 고바야시가 각기 선발로 나섰는데 결과는 5대 3으로 요미우리가 승리했고 에가와는 완투로 승리 투수가 됐다. 한편 고바야시는 5회에 에가와한테 앞서 나가는 결승타를 맞아 4실점을 기록하여 강판돼 패전 투수가 됐다.

## 야구계·정계에의 영향
드래프트 제도에 따라 선수 자신이 구단을 선택할 수 없는 것은 헌법이 정한 ‘직업 선택의 자유’에 반하는 것이 아니냐는 논의가 요미우리의 모회사인 요미우리 신문을 중심으로 일어났고 국회 의제에까지 올랐다. 에가와가 크라운라이터의 지명을 거부했던 1978년 2월 16일에 참의원 법무위원회에서 질의 대상에 오르자 스즈키 류지, 미하라 오사무, 가와카미 데쓰하루 등 야구계 관계자 5명이 참고인 자격으로 국회에 출석했다.
에가와 사건은 사와무라 에이지상(통칭 사와무라상) 선정 기준의 변경에도 영향을 줬다. 당시 사와무라 에이지상은 명확한 선정 기준이 없었고 운동 기자 클럽의 ‘부장회’ 투표를 통해서 선출됐다. 에가와는 1980년에 시즌 16승을 올려 다승왕 타이틀을 차지했지만 선정되지 못했고(수상자 없음), 이듬해 1981년에는 20승 6패의 좋은 성적으로 다승왕, 최우수 평균 자책점 등 투수 부문 5관왕을 달성했음에도 불구하고 기자단 투표에 의한 사와무라 에이지상은 니시모토 다카시가 선정됐다. 원인은 에가와 사건의 영향인 것으로 알려졌는데 당시 기자회견에서 기자로부터 “에가와는 사와무라상을 받을 가치가 없다”라는 결정적인 발언이 나온 것이다. 그래서 다음해인 1982년부터는 선정 기준이 작성됐고 또한 전직 프로 야구 투수들로 구성된 ‘사와무라상 선정위원회’에 의해 선출되는 것으로 변경됐다.
훗날 선수가 구단을 선택할 수 있는 재량을 넓히고자 일본 야구 기구는 역지명 제도(1993년부터 2007년까지)와 FA 제도를 도입했다.
2011년 요미우리의 수석 코치 인사를 놓고 와타나베 쓰네오 구단 회장으로부터 “현 수석 코치인 오카자키 가오루를 경질하고 에가와를 수석 코치로 임명한다”라는 발언이 있었던 사실이 기요타케 히데토시 구단 대표에 의해서 밝혀졌다(이 내용에 대해서는 기요타케의 난을 참조). 에가와는 수석 코치 요청에 대해 “정식으로 받아들인 이야기는 아니다”라고 발언했고 자신의 이름이 거론된 것은 영광이라고 말하면서도 “입단했을 때 고바야시 시게루에게 폐를 끼쳤을 때(에가와 사건)와 마찬가지로 오카자키에게 폐를 끼칠 수밖에 없으니 받아들이기 어렵다”며 요청을 고사했다고 밝혔다. 또한 당시 요미우리 감독인 하라 다쓰노리는 코치 인사에 대해 “전혀 몰랐다. 그는 중요한 선배이므로 폐를 끼치지 않았으면 좋겠다”라고 말했다.

## 기업간 관계
이 당시 에가와 사건을 비롯해 마쓰누마 히로히사·마사유키 형제를 둘러싼 쟁탈전 등 요미우리 자이언츠와 세이부 라이온스 구단 사이의 다툼은 여러 방면에 걸쳐 있었고, 최종적으로 모회사인 요미우리 그룹과 세이부 철도 그룹(현: 세이부 그룹) 간의 깊은 원한으로까지 발전했다. 요미우리 신문·호치 신문, 닛폰 TV는 세이부 철도 그룹·세이부 유통 그룹(후에 세이부 세존 그룹 → 세존 그룹, 2001년에 실질적으로 소멸)의 광고와 CM을 퇴출했고, 반대로 세이부 철도 역시 역 구내 포스터와 차내 손잡이 광고에서 요미우리 그룹의 광고를 퇴출시켰다. 더 나아가 이 원한은 프로 야구 중계에도 파급을 미쳐, 신생 라이온스의 세이부 구장에 있어서의 중계 부문에선 닛폰 TV가 1979년 5월 19일에 한큐전을 주간 경기로 중계하고 있었는데(해설: 나카무라 미노루) 그 이후에는 일부 년도에서의 산발적인 것에 그쳤다. 또한 같은 시기에 개국해 당시부터 세이부 구단과 밀접한 관계에 있던 지방 방송국 TV 사이타마의 경우 당시의 선발 방송국인 수도권 독립 UHF 3국(TV 가나가와·지바 TV·군마 TV)에서 실시 중이던 닛폰 TV가 제작한 고라쿠엔 구장에서 열리는 요미우리 주최 경기의 톱&릴레이 야간 경기의 네트워크를 개국 직후인 1979년에만 받아들이고 그 다음해부터는 중단하는 사태로까지 발전했다. 다만 위에서 말한대로 일부 년도에는 닛폰 TV도 주간 경기를 산발적으로 방송한 것 외에 그 후에도 요미우리 TV가 제작하는 긴테쓰·난카이 주최의 대 세이부 주간 경기를, 닛폰 TV가 온라인으로 수신하지 않았을 때에 TV 사이타마가 대신하여 온라인으로 수신하는 일이 있었다.
그러던 중 1991년에 당시 요미우리의 최고 실력자였던 무타이 미쓰오가 사망한 것을 기점으로 이 오랜 숙원도 자연 소멸했고 쓰쓰미 요시아키와 예전부터 친분이 있었던 와타나베 쓰네오가 요미우리의 실력자로 등극한 이후에는 두 그룹 간의 관계가 회복됐다. 관계가 회복된 후인 1996년 오프에 요미우리 입단을 열망했던 세이부의 기요하라 가즈히로 내야수가 FA 선언을 했을 때 쓰쓰미로부터 와타나베에게 직접 “기요하라를 잡아달라”는 취지의 연락을 넣어줬다. 닛폰 TV도 마쓰자카 다이스케 투수가 등판한 경기를 요미우리전과 이원 중계 방송을 했고 2001년에 BS닛폰에서 한 경기를 방송에 내보냈다. 그리고 원정팀의 지역 계열 방송국용 중계를 요미우리 TV(대 한신)와 후쿠오카 방송(대 소프트뱅크)이 제작하기도 했다. 또한 2006년에는 쓰쓰미의 이모형으로 세존 그룹 창업자이자 에가와 사건 당시 세이부 철도의 이사를 맡았던 쓰쓰미 세이지가 닛폰 TV(당시, 현: 닛폰 TV 홀딩스)의 사외이사로 부임하여 2013년 11월에 사망할 때까지 지냈다.
에가와는 미국 유학 중에 미쓰비시 상사의 현지 주재원이 에가와의 후견인을 맡았는데 입단 교섭을 하려고 찾아갔다가 문전박대를 당한 세이부는 미쓰비시 상사 본사와 흥정을 하려 들자 “사원 개인의 사생활에는 간섭할 수 없다”며 응수했다. 이에 대해 세이부 그룹 대표자였던 쓰쓰미 요시아키는 격노하여 당시 세이부 버스 등을 비롯한 세이부 철도 그룹 각 계열사의 버스에 실렸던 미쓰비시 자동차(당시, 현: 미쓰비시후소트럭 버스) 광고를 1979년도의 도입분부터 거의 모든 차량에 닛산 디젤 공업(당시, 현: UD트럭)으로 변경시켰고, 이미 자본면에서 세이부 철도 그룹으로부터 독립하여 세이부 유통 그룹의 최대 기업이었던 세이부 백화점에서도 이에 동조해 미쓰비시 관련 상품들을 모두 철수시켰다. 그 때 당시 닛산 디젤 공업제 차량으로 정한 이유는 닛산이 세이부 구단의 후원 기업이었기 때문이다(오미야역 발착의 라이온스 관전 버스의 차내 광고 하단에는 닛산 디젤 공업 광고가 들어있었고 차체 광고에도 닛산 디젤 공업의 것이 존재했다). 그 후 세이부 버스는 병행하고 이스즈 자동차제 차량도 도입했기 때문에 중간부터 닛산 디젤 공업제만 도입은 없어졌다. 또한 세이부 버스와 그 그룹에서는 쓰쓰미가 경영 일선에서 물러난 후인 2010년에 UD트럭에서의 버스 제조 종료를 받고 미쓰비시후소트럭 버스 제조 차량의 도입을 재개했다(단, 계속해서 이스즈 자동차제의 차량도 병행하고 도입).
그러나 에가와의 말에 의하면 직접 교섭을 벌이고자 미국으로 건너온 미야우치 다카시 당시 구단 사장을 만나 자기 주위 사람들의 체면이 말이 아니게 되니 입단은 곤란하다는 뜻을 전했다고 한다. 다만 미야우치가 구단이나 쓰쓰미를 상대로 에가와를 일단 만났지만 거절당했다고 말했는지, 아예 만나지도 못했다고 말했는지는 알려지지 않았다.

## 그 외
- 에가와가 요미우리 입단을 강력하게 희망했던 큰 이유는 게이오기주쿠 대학 입학이 이루어지지 못해서 호세이 대학에 갈 수밖에 없었던 탓이라는 얘기도 있었다. 1985년부터 1989년까지 요미우리의 홍보실장으로 일했던 와카바야시 도시오에 의하면 에가와는 와카바야시한테 “나도 언젠가는 야구 선수를 그만두고 사회에서 일을 해야 한다. 그러기 위해 무슨 수를 쓰든 꼭 게이오에 가고 싶었다”라고 말했다고 한다. 또한 와카바야시는 에가와에게 있어서 ‘게이오’를 대신할 브랜드가 ‘요미우리’였다고 설명했다.[34]
- 1978년 드래프트 회의에서 요미우리는 에가와의 다음 지명 선수로 도시바 후추의 오치아이 히로미쓰를 예정해 두고 있었다. 그러나 요미우리가 드래프트 회의에 참석하지 않아 이 예정은 무산됐고 오치아이는 롯데에 3순위로 지명받았다. 이것은 후에 오치아이 자신이 자서전이나 출연했던 프로그램 등에서 증언했다.[35][36]
- 학생 시절 때 드래프트 지명을 거부했다가 이듬해 드래프트 지명 때문에 몇 년씩이나 드래프트 지명이 불가능해진 대학야구 선수와 사회인 야구에 활동하지 못한 선수로는 1969년 드래프트에 지명된 아라카와 다카시(야쿠르트)나 1989년 드래프트 지명을 받은 모토키 다이스케(요미우리), 2011년 드래프트에 지명된 스가노 도모유키(요미우리) 등이 있다. 아라카와와 모토키는 미국으로 야구 유학을 떠났고, 스가노는 대학을 유급했다.[37] 참고로 현재의 야구 협약에서는 드래프트 지명을 못 받았을 경우에는 현재 시코쿠 아일랜드 리그 플러스, 베이스볼 챌린지 리그, BASEBALL FIRST LEAGUE 등 일본 국내의 독립 리그에 참가하면 일본 국내에서 야구를 하면서 고졸 및 대졸 1년째에 드래프트 지명을 받는 게 가능하지만 드래프트 지명을 거부했을 경우에는 고졸은 3년째, 대졸은 2년째까지 지명은 불가능하다.[38][39]
- 에가와에 대한 언론의 비판은 격렬했고 에가와의 가족들은 한동안 커튼을 내린 채 생활해야 했다. 에가와가 외출하면 언론이 뒤쫓아가면서 단순한 쇼핑이라고 알게 되자마자 기자들이 장난치지 마라며 욕설을 퍼부었다.[40] 당시 에가와는 신문 보는 것조차 피했는데 에가와의 은퇴 후에 전기만화를 그린 모토미야 히로시가 당시의 스포츠 신문을 한참 시간이 지났으니 이제 괜찮겠거니 하고 여겨서 취재 도중 그 당시의 스포츠 신문을 보여줬더니 에가와는 화장실로 달려가 구토를 하는 등 거부 반응을 보였다고 한다.[41]
- 에가와의 부인은 에가와가 요미우리에 입단하고 3년이 지난 1981년에 일본 시리즈 우승 기념으로 해외여행차 하와이를 방문했을 때 열린 요미우리 선수 부인들만 참석하는 회식 자리에서 자기 팀 주전 선수의 부인으로부터 “우리 남편은 그쪽 남편(에가와)이 선발로 나왔을 때 이기지 못하도록 일부러 실책을 하거나 타격을 하지 않으려고 했다”라는 이야기를 들어서 당황했다고 한다.[42]
- 1978년 11월 21일은 NHK가 《제29회 NHK 홍백가합전》에 출연할 가수를 발표한 날이기도 했지만 다음날 스포츠 신문에서는 이 에가와 사건을 비중있게 다뤘다. 홍백가합전은 예년보다 화제성이 떨어졌고 대중들의 관심은 크지 않았다.[43]

## 참고 문헌
- 《심층 ‘공백의 하루’(深層「空白の一日」)》(사카이 야스유키 저, 베이스볼 매거진사 신서, 2008년)
- 《실록 타카사레(実録たかされ)》(모토미야 히로시 저, 전3권, 분게이슌주, 1998년)
- 《교진군의 최고 기밀(제2부): 그 체질과 에가와 입단의 밀약(巨人軍の最高機密（第2部） その体質と江川入団の密約)》(와카바야시 도시오 저, 리무 출판, 1992년)
- 《기껏해야 에가와 그렇지만 에가와(たかが江川されど江川)》(에가와 스구루·다마키 하지메·나가세 고타로·니시무라 긴야 공저, 신초샤, 1988년) ※문고판은 1991년 출판
- 《호구 열전(豪球列伝)》(Sports Graphic Number 편, 분슌분코 비주얼판, 1986년)
- 《무슨 소리를 듣건 간에 나는 오레류다(なんと言われようとオレ流さ)》(오치아이 히로미쓰 저, 고단샤, 1986년)
- 《프로 야구 협약론(プロ野球協約論)》(사토 다카오 저, 이치류샤, 1982년)
- 《스즈키 류지 회고록(鈴木龍二回顧録)》(스즈키 류지 저, 베이스볼 매거진사, 1980년)

## 같이 보기
- 아라카와 사건